# Egerszólát
Egerszólát là một thị trấn thuộc hạt Heves, Hungary. Thị trấn này có diện tích 26,1 km², dân số năm 2010 là 1098 người, mật độ 42 người/km².